# Monte Chamor

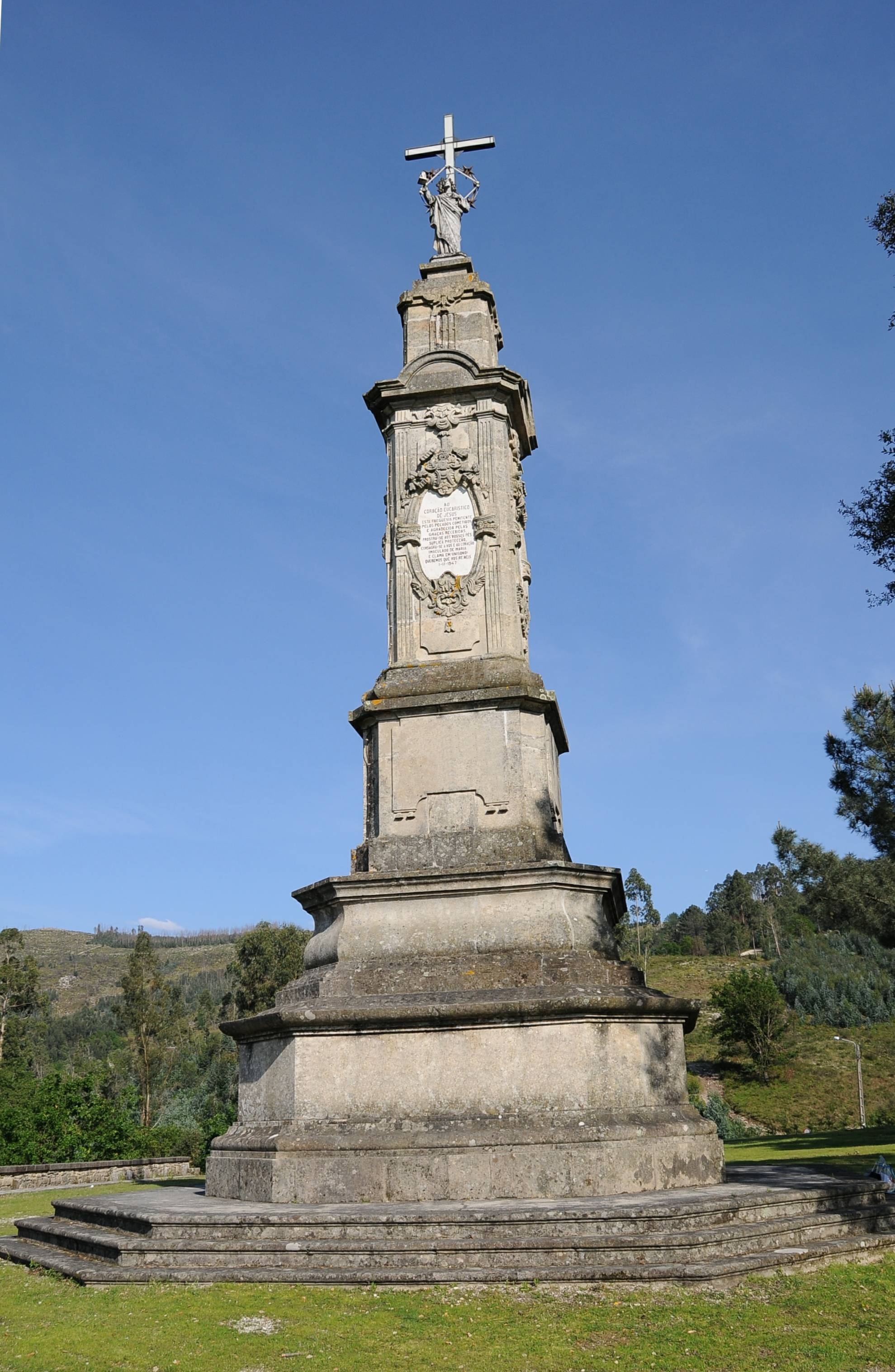

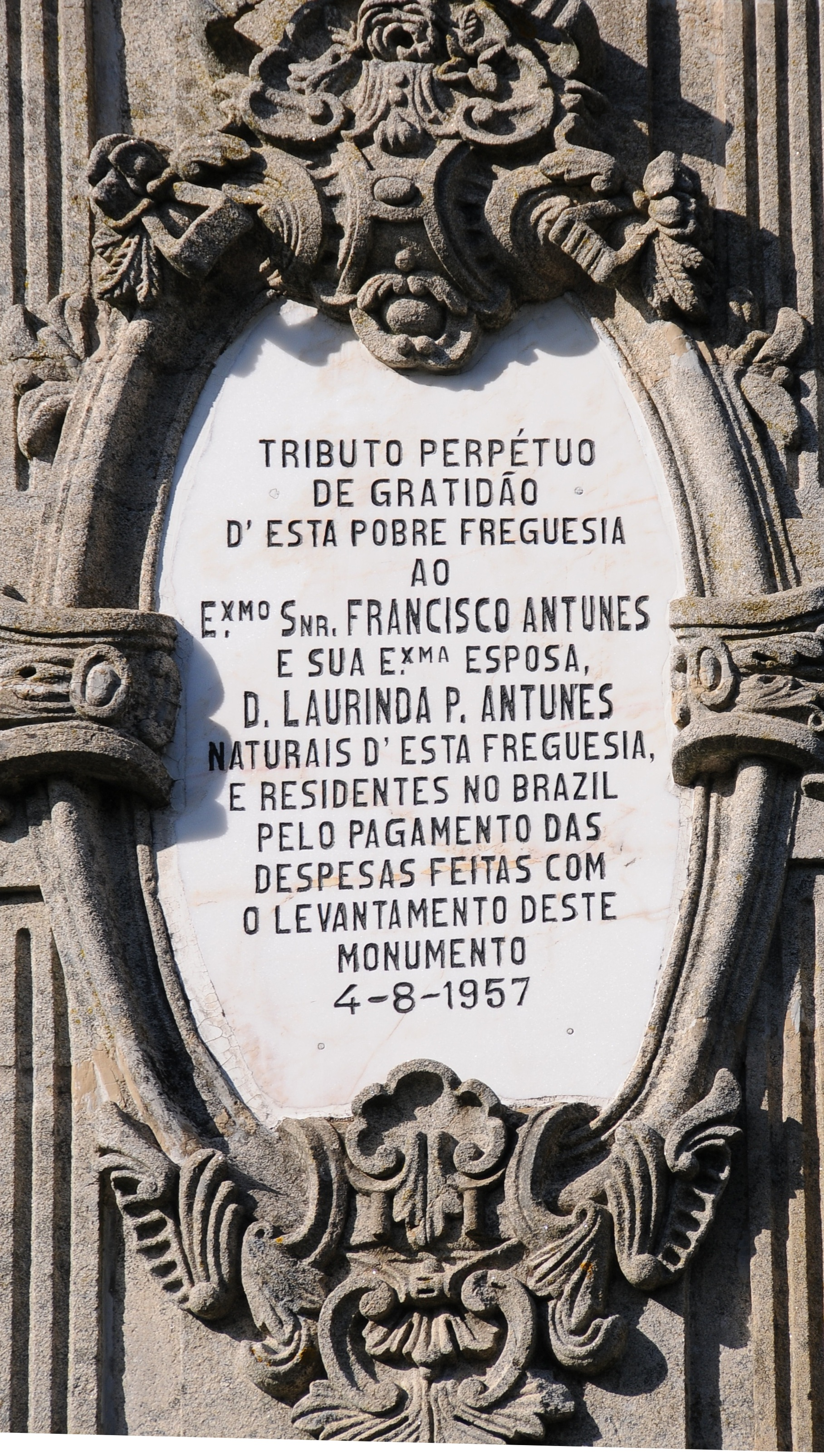

O Monte Chamor é uma colina localizada na freguesia de São Mamede de Este, em Braga, Portugal. 

## Monumento ao Coração Eucarístico de Jesus
No topo da colina encontra-se um monumento em honra do Coração Eucarístico de Jesus, com mais de 20 metros de altura, mandado erigir pelo padre Abílio Gomes Correia e benzido em 4 de Agosto de 1957. Antes de ser erigido no local, o monumento estava no Santuário do Sameiro
A estátua de mármore do Sagrado Coração de Jesus segura na mão direita, ao alto, um cálice e uma hóstia, enquanto a esquerda aponta para o coração.
O pedestal faz par com um outro, encimado pela imagem de Nossa Senhora da Assunção, que foi colocado nas imediações da capela de Santa Marta das Cortiças, em Esporões.

### Inscrições no Monumento
Na base do monumento podemos encontrar as seguintes inscrições:
Face 1 "Ao coração eucarístico de Jesus esta freguesia penitente pelos pecados cometidos e agradecida pelas graças recebidas, prostra-se os vossos pés suplica protecção. Consagra-se a vos e ao coração imaculada de Maria e clama em uníssono! Queremos que vos vós reineis 1-11-1947"
Face 2 "Homenagem de eterna gratidão, prestada por este pobre freguesia, ao exmo Snr José Pereira homem justo e bom, e a sua exma esposa Isabel da Silva da cidade de Braga, pela oferta d´este grandioso monumento, e todas as suas grandes benemerências que só Deus poderá retribuir condignamente. 4-8-1957."
Face 3 "Tributo perpétuo de gratidão d´esta pobre freguesia ao exmo snr Fransisco Antunes e a sua exma esposa D. Laurinda P. Antunes naturais d´esta freguesia, e residentes no Brazil pelo pagamento das despesas feitas com o levantamento deste monumento. 4-8-1957"
Face 4 "O levantamento deste grandioso monumento ao coração eucarístico de Jesus o primeiro e único em Portugal e a realização d´um pensamento divino do pobre vigário desta freguesia Pe Abilio Gomes Correia concebido há muitos anos e efectivado no cinquentenário da sua vida paroquial nesta freguesia para todos os que o ajudaram e se sacrificaram o seu eterno agradecimento 4-8-1957"

## Requalificação
Em 2024 foram realizadas obras de requalificação da zona envolvente do monumento com a pavimentação do espaço que, até à intervenção, era composto por terra batida.